# یواس‌اس ادمیرال (اس‌پی-۹۶۷)
یواس‌اس ادمیرال (اس‌پی-۹۶۷) (به انگلیسی: USS Admiral (SP-967)) یک کشتی بود که طول آن ۱۳۷ فوت (۴۲ متر) بود. این کشتی در سال ۱۸۹۲ ساخته شد.